# 木城町営バス

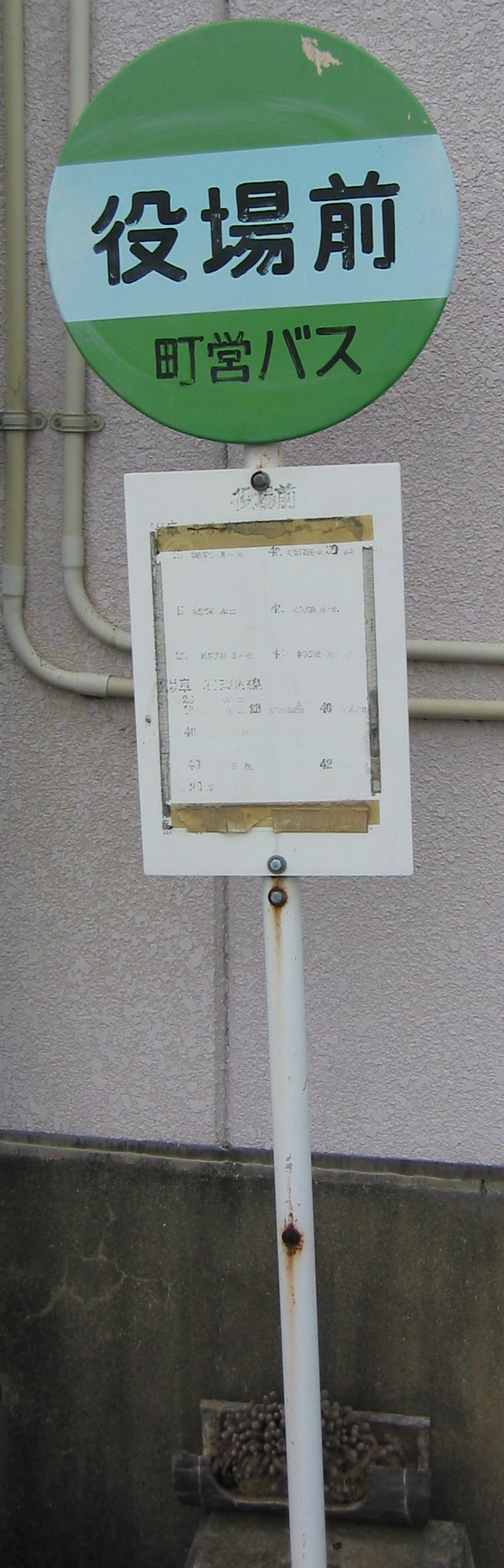
町営バスのバス停

木城町営バス（きじょうちょうえいバス）は、宮崎県児湯郡木城町にて運行している廃止代替バスである。

## 概要
- 料金は原則1回乗車200円均一（児童生徒は100円）。但し石河内線の川原 - 石河内入口間を跨ぐ利用の場合は500円（児童生徒は250円）。
  - 定期券は一般用と児童生徒用（いずれも1ヵ月のみ）がある。
- 日曜・祝祭日及び1/2～1/3は運休。
- 運行形態は、道路運送法の規定に基づく自家用自動車（白ナンバー車）による有償運送である。

## 沿革
- 1983年10月1日 - 宮崎交通原無田線の廃止代替として、中原・川原地区に「町営マイクロワンマン自動車」運行開始。[1]
- 1986年4月1日 - 石河内線運行開始。[1]

## 路線
以下3路線がある。
石河内線
- 小学校前 - 役場前 - 仁君谷 - 木寺 - 川原 - 石河内 - 発電所前

中原線
- 小学校前 - 岩渕公民館前 - 百合野 - 中原 - 陣の内 - 小学校前 - 役場前
  - 上記の順路のみの片経路循環路線である。

岩戸線
- 小学校前 - 役場前 - 仁君谷 - 駄留 - 岩戸 - 役場前 - 小学校前
  - 循環路線で、双方向の経路の便がある。

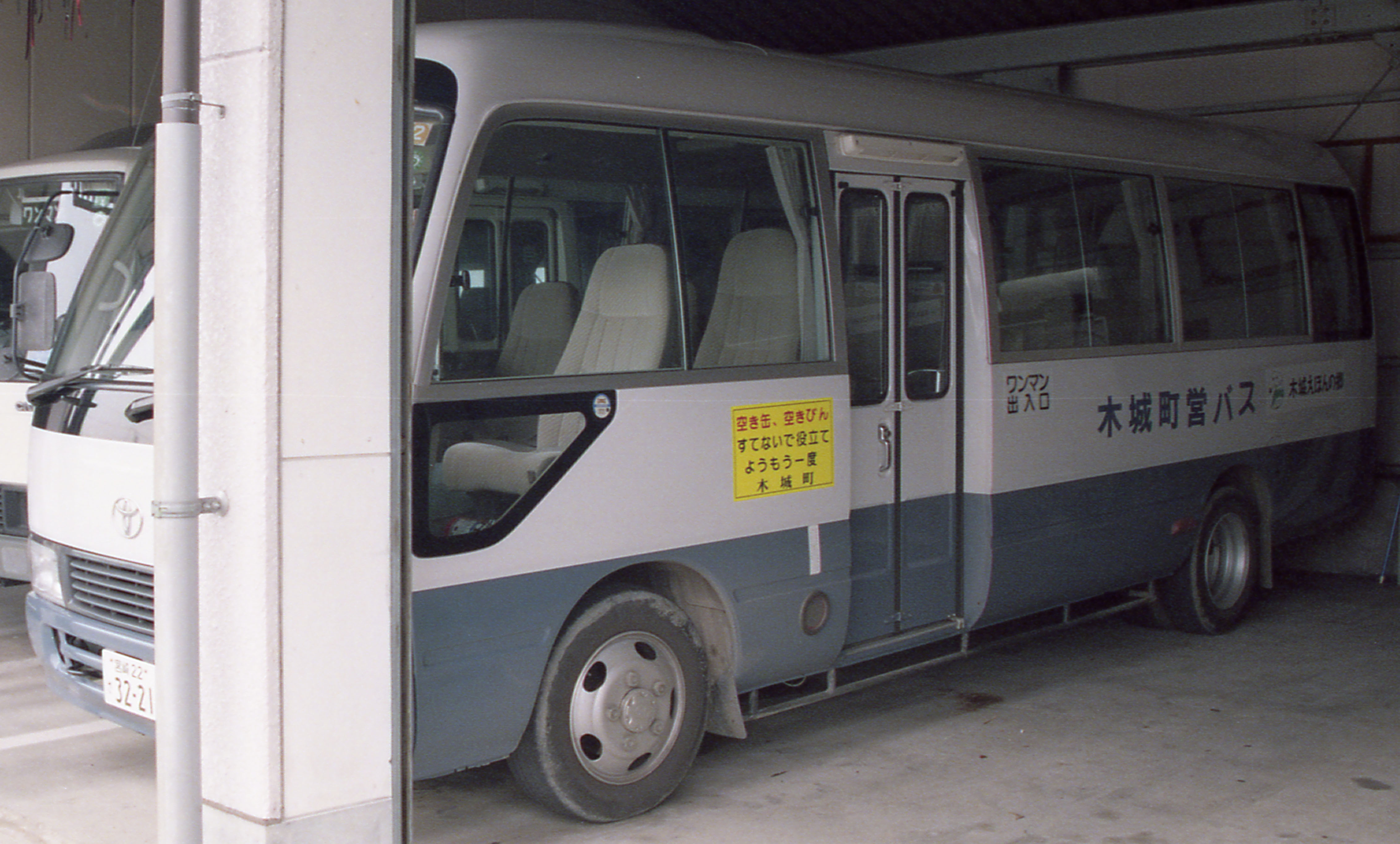
1997年当時の車両
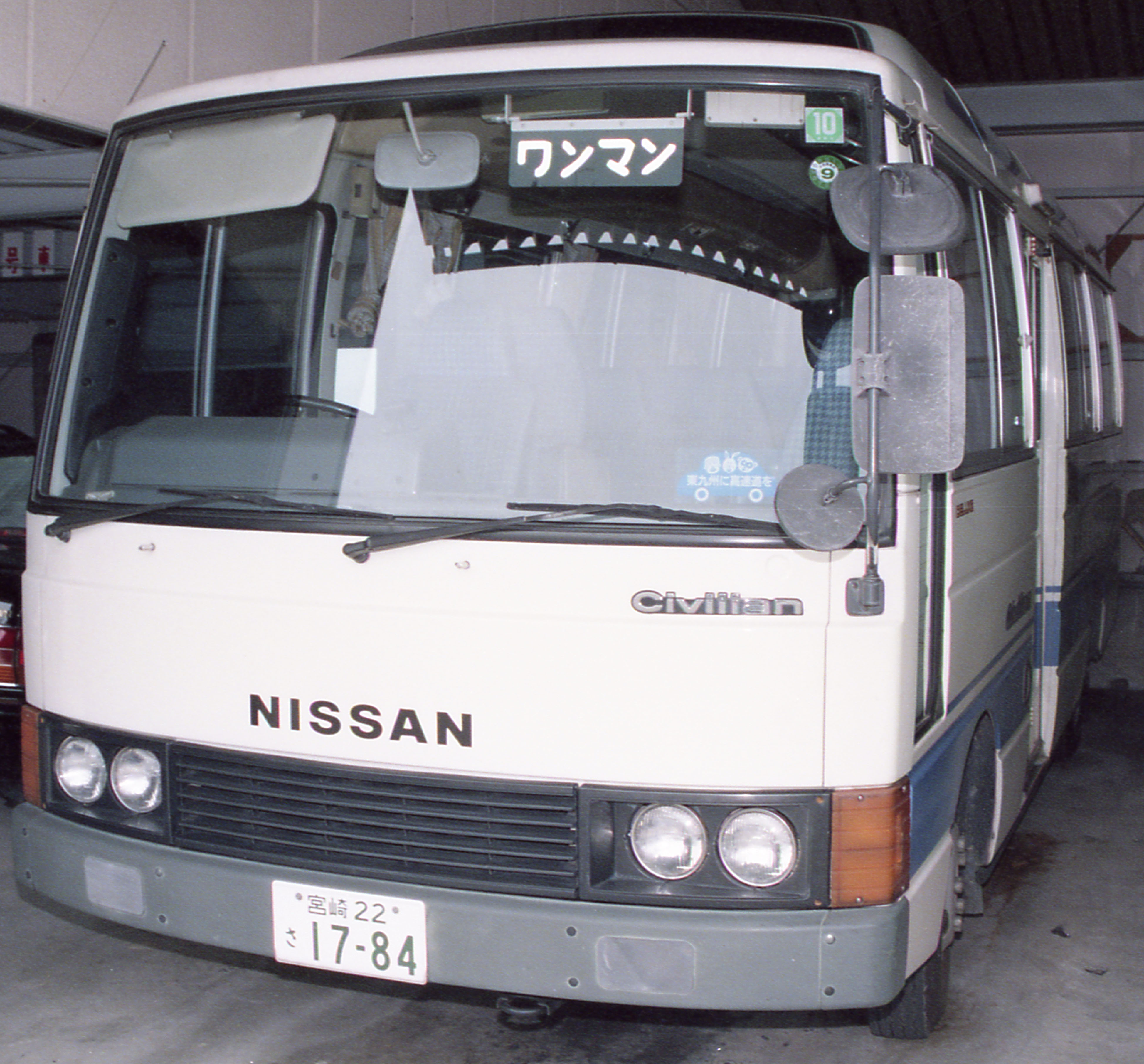
1997年当時の車両
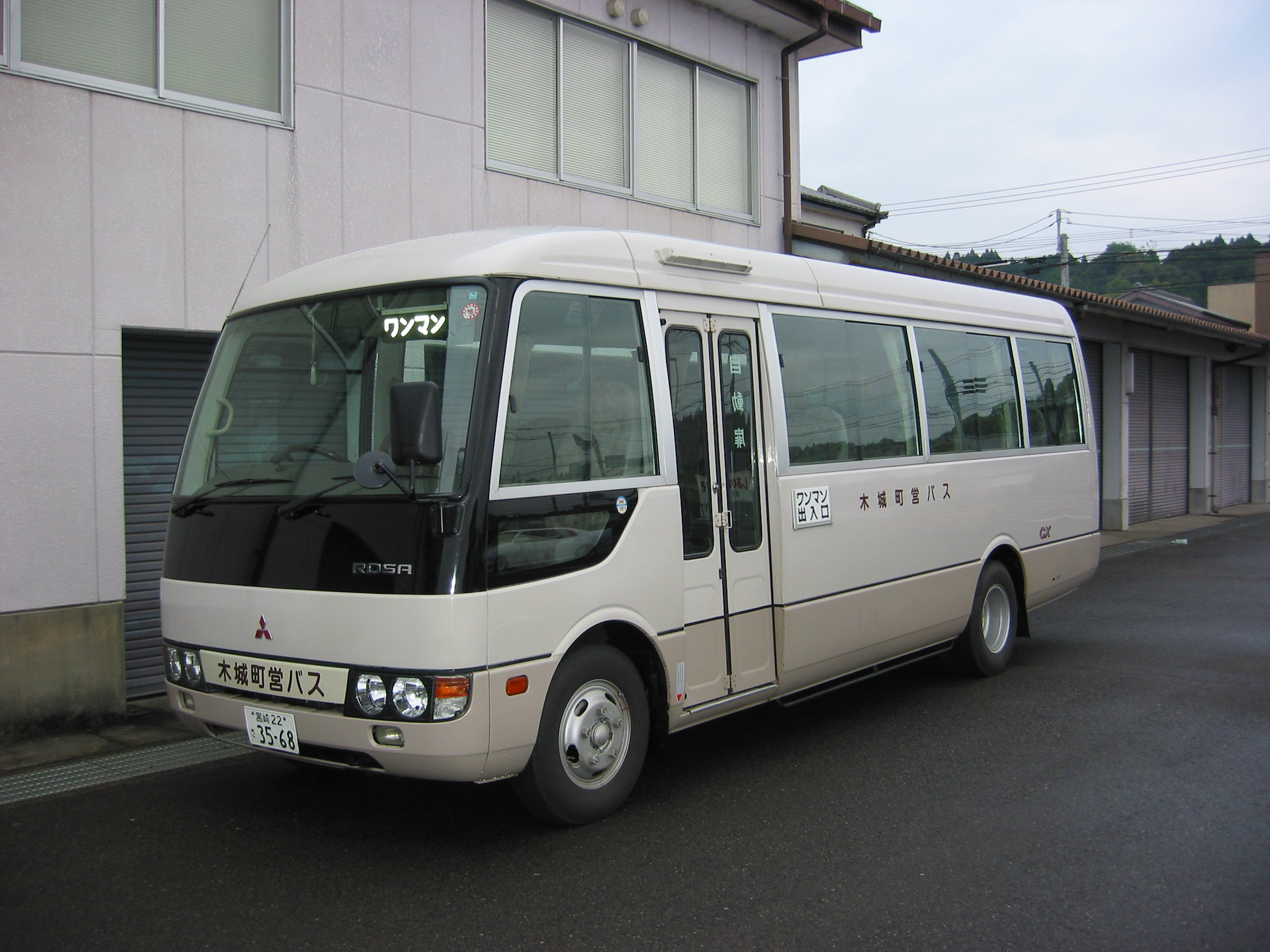
2004年当時の車両